# Pearly-Dewdrops' Drops
Pearly-Dewdrops' Drops è un singolo del gruppo post-punk scozzese Cocteau Twins, estratto dall'album del 1984 The Spangle Maker.
La canzone è stata scritta dai Cocteau Twins e registrata ai Rooster Studios di Londra. È stato il singolo di maggior successo della band, avendo raggiunto la posizione n. 29 della UK Singles Chart e la prima posizione nella UK Indie Chart.

## Video musicale
Il video musicale del singolo, diretto da Nigel Grierson, è stato girato presso la casa di cura Holloway a Virginia Water e nel vicino Virginia Waters Park.

## In altri media
- La canzone fa parte della colonna sonora del film Noi siamo infinito (2012).
- Il singolo viene riprodotto nella scena finale della miniserie Halston (2021)